# Bahnhof Berlin Friedrichstraße
Bahnhof Berlin Friedrichstraße vasútállomás Németországban, Berlin-Mitte kerületben a Berliner Stadtbahn vonalán a Friedrichstraße és a Spree folyó között.
Az állomás a Berlin-Brandenburgi Közlekedési Szövetségen (VBB) belül a regionális és elővárosi vonatok megállóhelye, és a BVG azonos nevű metróállomását is magában foglalja. A német fővárosban központi elhelyezkedése miatt, közel az Unter den Linden sugárúthoz, a Brandenburgi kapuhoz és a Reichstag épületéhez, a turisták kedvelt kiindulópontja, akik itt szállhatnak át a belvárosi busz- és villamosjáratokra.
A regionális és S-Bahn vonatok a föld felett összesen három peronon állnak meg, amelyeket délről északra A, B és C jelzéssel látnak el. A peronok a vasúti viadukton helyezkednek el, és egy nagyobb (regionális vasút), illetve egy kisebb (S-Bahn) állomáscsarnok húzódik közöttük. A föld alatt az észak-déli alagút (a nyugati oldalon a Reichstagufer alatt) keresztezi az S-Bahn D peronját, valamint az U6-os metróvonal az állomással a keleti oldalon a Friedrichstraße alatt.
Németország felosztásának idején a Friedrichstraße állomás volt az egyik legfontosabb határátkelőhely Kelet- és Nyugat-Berlin között.
Az állomást naponta összesen mintegy 262 000 utas és látogató használja, ezzel a főpályaudvar után a második legforgalmasabb állomás a városban. A német vasútállomás-kategóriák közül a második csoportba tartozik.

## Vasútvonalak
Az állomást az alábbi vasútvonalak érintik:
- Berlini Stadtbahn
- Berlin Nord-Süd Tunnel

## Forgalom
| Járat  | Útvonal | Vágány |
| ------ | --- | ------ |
| RE HBX | Harz-Berlin-Express Berlin – Berlin Friedrichstraße – Potsdam – Magdeburg – Halberstadt (Zugteilung) – Quedlinburg – Thale / Wernigerode – Vienenburg – Goslar | A/B    |
| RE 1   | Magdeburg – Brandenburg – Potsdam – Berlin Friedrichstraße – Fürstenwalde (Spree) – Frankfurt (Oder) (– Cottbus) | A/B    |
| RE 2   | Wismar – Schwerin – Wittenberge – Berlin Friedrichstraße – Königs Wusterhausen – Lübben (Spreew) – Cottbus | A/B    |
| RE 7   | Dessau – Bad Belzig – Beelitz-Heilstätten – Michendorf – Berlin Friedrichstraße – Berlin-Schönefeld Flughafen – Rangsdorf – Zossen – Wünsdorf-Waldstadt | A/B    |
| RB 14  | Nauen – Berlin-Spandau – Berlin Friedrichstraße – Berlin-Schönefeld Flughafen | A/B    |
| RB 21  | Berlin Friedrichstraße – Berlin-Charlottenburg – Berlin-Wannsee – Potsdam – Golm – Wustermark | A/B    |
| RB 22  | Berlin Friedrichstraße – Berlin-Charlottenburg – Berlin-Wannsee – Potsdam – Golm – Saarmund – Berlin-Schönefeld Flughafen – Königs Wusterhausen | A/B    |
|        | Oranienburg – Lehnitz – Borgsdorf – Birkenwerder – Hohen Neuendorf – Frohnau – Hermsdorf – Waidmannslust – Wittenau (Wilhelmsruher Damm) – Wilhelmsruh – Schönholz – Wollankstraße – Bornholmer Straße – Gesundbrunnen – Humboldthain – Nordbahnhof – Oranienburger Straße – Friedrichstraße – Brandenburger Tor – Potsdamer Platz – Anhalter Bahnhof – Yorckstraße (Großgörschenstraße) – Julius-Leber-Brücke – Schöneberg – Friedenau – Feuerbachstraße – Rathaus Steglitz – Botanischer Garten – Lichterfelde West – Sundgauer Straße – Zehlendorf – Mexikoplatz – Schlachtensee – Nikolassee – Wannsee | D      |
|        | Bernau – Bernau-Friedenstal – Zepernick – Röntgental – Buch – Karow – Blankenburg – Pankow-Heinersdorf – Pankow – Bornholmer Straße – Gesundbrunnen – Humboldthain – Nordbahnhof – Oranienburger Straße – Friedrichstraße – Brandenburger Tor – Potsdamer Platz – Anhalter Bahnhof – Yorckstraße – Südkreuz – Priesterweg – Attilastraße – Marienfelde – Buckower Chaussee – Schichauweg – Lichtenrade – Mahlow – Blankenfelde | D      |
|        | Hennigsdorf – Heiligensee – Schulzendorf – Tegel – Eichborndamm – Karl-Bonhoeffer-Nervenklinik – Alt-Reinickendorf – Schönholz – Wollankstraße – Bornholmer Straße – Gesundbrunnen – Humboldthain – Nordbahnhof – Oranienburger Straße – Friedrichstraße – Brandenburger Tor – Potsdamer Platz – Anhalter Bahnhof – Yorckstraße – Südkreuz – Priesterweg – Südende – Lankwitz – Lichterfelde Ost – Osdorfer Straße – Lichterfelde Süd – Teltow Stadt | D      |
|        | Waidmannslust – Wittenau (Wilhelmsruher Damm) – Wilhelmsruh – Schönholz – Wollankstraße – Bornholmer Straße – Gesundbrunnen – Humboldthain – Nordbahnhof – Oranienburger Straße – Friedrichstraße – Brandenburger Tor – Potsdamer Platz – Anhalter Bahnhof – Yorckstraße – Südkreuz – Priesterweg – Südende – Lankwitz – Lichterfelde Ost – Osdorfer Straße – Lichterfelde Süd – Teltow Stadt | D      |
|        | Spandau – Stresow – Pichelsberg – Olympiastadion – Heerstraße – Messe Süd – Westkreuz – Charlottenburg – Savignyplatz – Zoologischer Garten – Tiergarten – Bellevue – Hauptbahnhof – Friedrichstraße – Hackescher Markt – Alexanderplatz – Jannowitzbrücke – Ostbahnhof – Warschauer Straße – Ostkreuz – Rummelsburg – Betriebsbahnhof Rummelsburg – Karlshorst – Wuhlheide – Köpenick – Hirschgarten – Friedrichshagen – Rahnsdorf – Wilhelmshagen – Erkner | C      |
|        | Westkreuz – Charlottenburg – Savignyplatz – Zoologischer Garten – Tiergarten – Bellevue – Hauptbahnhof – Friedrichstraße – Hackescher Markt – Alexanderplatz – Jannowitzbrücke – Ostbahnhof – Warschauer Straße – Ostkreuz – Nöldnerplatz – Lichtenberg – Friedrichsfelde Ost – Biesdorf – Wuhletal – Kaulsdorf – Mahlsdorf – Birkenstein – Hoppegarten – Neuenhagen – Fredersdorf – Petershagen Nord – Strausberg – Hegermühle – Strausberg Stadt – Strausberg Nord | C      |
|        | Potsdam Hauptbahnhof – Babelsberg – Griebnitzsee – Wannsee – Nikolassee – Grunewald – Westkreuz – Charlottenburg – Savignyplatz – Zoologischer Garten – Tiergarten – Bellevue – Hauptbahnhof – Friedrichstraße – Hackescher Markt – Alexanderplatz – Jannowitzbrücke – Ostbahnhof – Warschauer Straße – Ostkreuz – Nöldnerplatz – Lichtenberg – Friedrichsfelde Ost – Springpfuhl – Poelchaustraße – Marzahn – Raoul-Wallenberg-Straße – Mehrower Allee – Ahrensfelde | C      |
|        | Spandau – Stresow – Pichelsberg – Olympiastadion – Heerstraße – Messe Süd – Westkreuz – Charlottenburg – Savignyplatz – Zoologischer Garten – Tiergarten – Bellevue – Hauptbahnhof – Friedrichstraße – Hackescher Markt – Alexanderplatz – Jannowitzbrücke – Ostbahnhof – Warschauer Straße – Treptower Park – Plänterwald – Baumschulenweg – Schöneweide – Betriebsbahnhof Schöneweide – Adlershof – Altglienicke – Grünbergallee – Flughafen Berlin-Schönefeld | C      |
|        | Alt-Tegel – Borsigwerke – Holzhauser Straße – Otisstraße – Scharnweberstraße – Kurt-Schumacher-Platz – Afrikanische Straße – Rehberge – Seestraße – Leopoldplatz – Wedding – Reinickendorfer Straße – Schwartzkopffstraße – Naturkundemuseum – Oranienburger Tor – Friedrichstraße – Französische Straße – Stadtmitte – Kochstraße – Hallesches Tor – Mehringdamm – Platz der Luftbrücke – Paradestraße – Tempelhof – Alt-Tempelhof – Kaiserin-Augusta-Straße – Ullsteinstraße – Westphalweg – Alt-Mariendorf                                                                                              |        |

## Kapcsolódó állomások
A vasútállomáshoz az alábbi állomások vannak a legközelebb:
- Bahnhof Berlin Hackescher Markt (Bahnhof Flughafen BER, S9)
- S-Bahnhof Berlin-Hauptbahnhof (S-Bahnhof Berlin Spandau, S9)
- Berlin Brandenburger Tor station (S-Bahnhof Berlin Wannsee, S1)
- Berlin Oranienburger Straße station (Oranienburg station, S1)
- S-Bahnhof Berlin-Hauptbahnhof (S-Bahnhof Berlin Spandau, S3)
- S-Bahnhof Berlin-Hauptbahnhof (Bahnhof Berlin Westkreuz, S5)
- S-Bahnhof Berlin-Hauptbahnhof (Potsdam Hauptbahnhof, S7)
- Bahnhof Berlin Hackescher Markt (Erkner állomás, S3)
- Bahnhof Berlin Hackescher Markt (Strausberg Nord station, S5)
- Bahnhof Berlin Hackescher Markt (S-Bahnhof Berlin-Ahrensfelde, S7)
- Berlin Brandenburger Tor station (Blankenfelde station, S2)
- Berlin Oranienburger Straße station (Bernau bei Berlin station, S2)
- Berlin Brandenburger Tor station (Teltow Stadt railway station, S25)
- Berlin Oranienburger Straße station (Hennigsdorf station, S25)
- Berlin Brandenburger Tor station (Teltow Stadt railway station, S26)
- Berlin Oranienburger Straße station (Berlin-Blankenburg station, S26)